# Cofre de Auzon
El Cofre de Auzon (o Cofre de Franks para el mundo anglosajón y denominado así (Franks Casket) en la mayoría de publicaciones en este idioma), es una arqueta relicario conservada en su mayor parte en el British Museum, pues una de sus caras se conserva en el Museo Nazionale del Bargello (Florencia). El British Museum conserva una réplica de la cara expuesta en el Museo Nazionale del Bargello.
El cofre está formado por placas de hueso de ballena talladas y unidas mediante bisagras de plata. Posee unas dimensiones de 22,9x19x10,9 cm y data del siglo VIII. El cofre esta tallado en bajo relieve por todas sus caras, que además presenta inscripciones en su mayoría realizadas en runas anglosajonas en inglés antiguo, pero también aparecen inscripciones en latín realizadas en alfabeto romano.

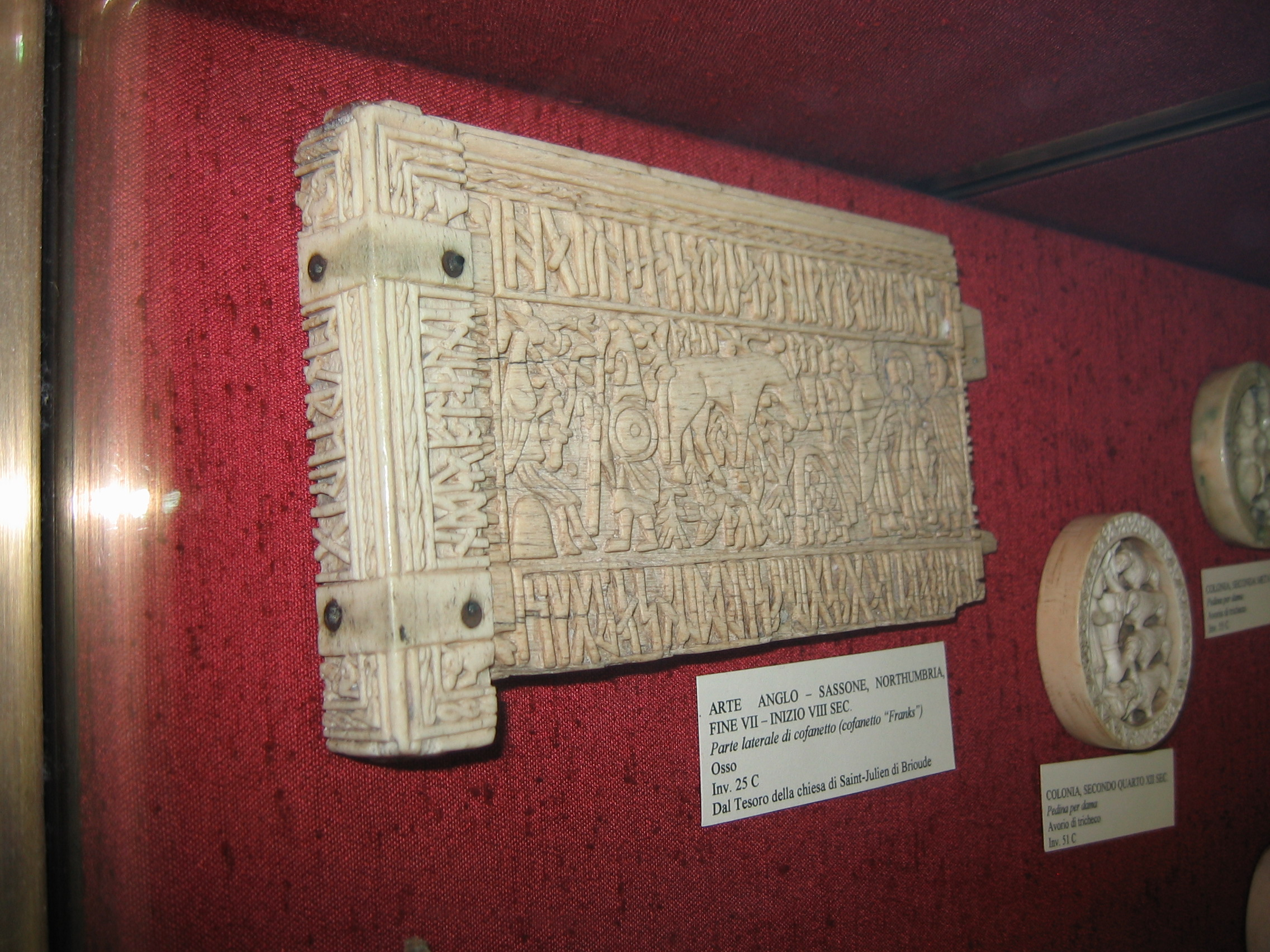
Panel original expuesto en el Museo Nazionale del Bargello, de Florencia.

## Historia
Aunque probablemente el cofre se realizó al norte de Inglaterra, en el Reino de Northumbria (debido al dialecto que se utiliza en las inscripciones), llegó hasta una familia de Auzon (Francia) que lo utilizó como costurero, hasta que las bisagras de plata se extrajeron para fundirlas, lo que provocó su descomposición. La mayoría de sus paneles fueron vendidos a un comerciante de arte en París, que a su vez lo vendió en 1857 a Augustus Wollaston Franks. Recibe el nombre de Franks por ser este el donante de la pieza, en 1867, al British Museum. El panel restante fue encontrado más tarde por la familia de Auzon y acabó vendiéndose al Museo Nazionale del Bargello.
Una investigación realizada por William Henry James Weale del Victoria & Albert, sugirió que el cofre fue saqueado durante la Revolución Francesa de la Basílica de San Julián de Brioude.

## Descripción
La mayoría de interpretaciones lo tratan como un objeto cristiano, al datarlo como una pieza de la primera mitad del siglo VIII, en un territorio (Northumbria) en el que en este momento se realiza una transición del paganismo germánico al cristianismo, lo que explicaría los elementos de ambas tradiciones mezclados.
El cofre muestra dos claros elementos de la historia romana en dos caras diferentes: Rómulo y Remo (cara izquierda) y el emperador Tito (cara trasera). Estos se ven complementados por tres personajes mitológicos germanos: Wayland el herrero (al frente y en la cara izquierda), una escena funeraria tradicional germana (en la cara derecha) y Agilaz (o Ægil en inglés antiguo) arquero legendario (en la tapa del cofre). El cofre también incluye una escena cristiana, la Adoración de los Reyes Magos (en el panel frontal). Sin embargo, la elección de estos personajes puede no significar un programa iconográfico, sino no ser más que una virtuosa decoración.

### Panel frontal

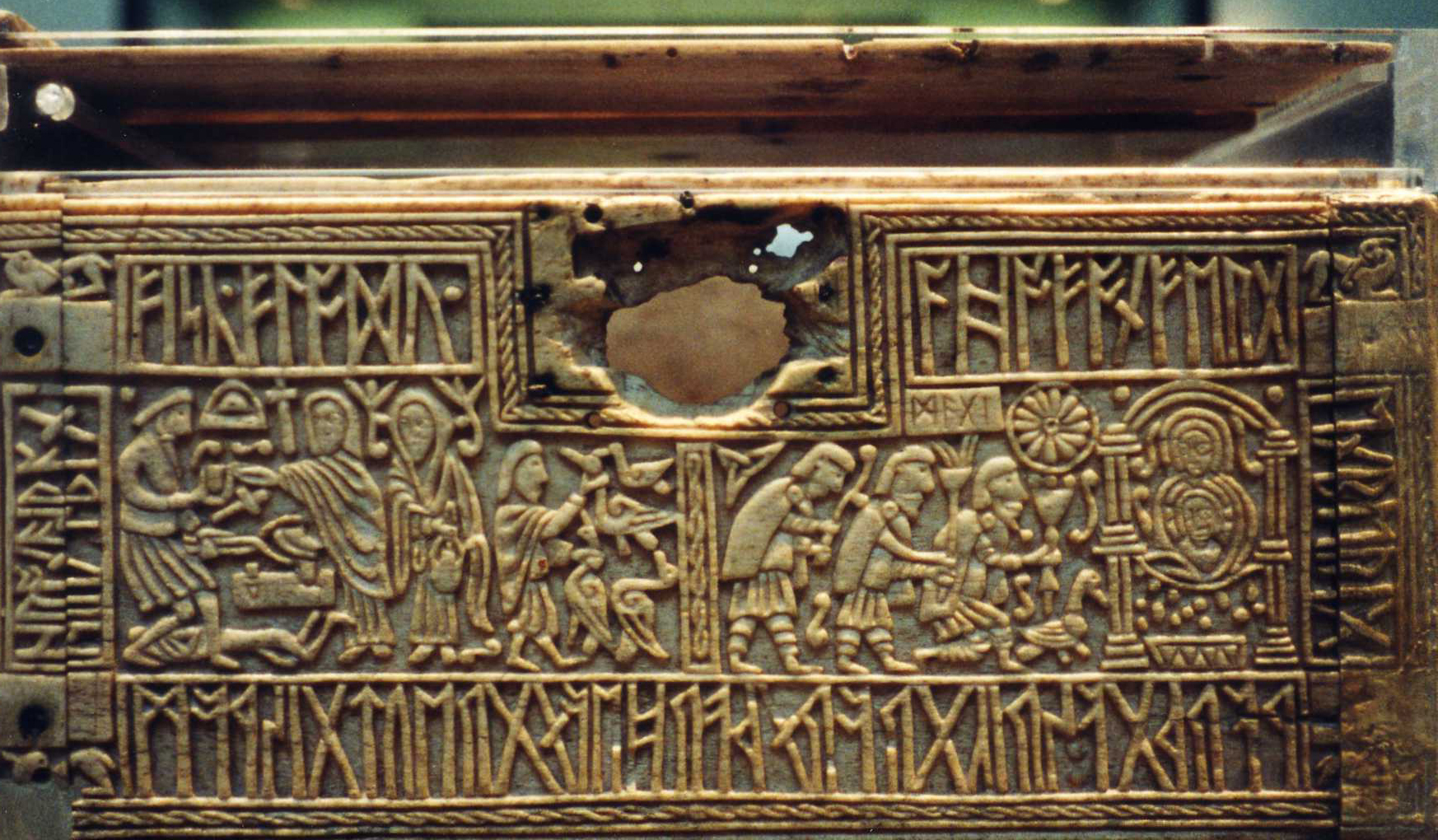
Detalle del panel frontal. Se aprecia un hueco dejado tras la extracción de la cerradura

El panel frontal presenta un hueco en el que seguramente hubo una cerradura. En este panel se nos presentan dos escenas diferentes separadas mediante un motivo geométrico en la parte central. Muestra la leyenda germánica de Wayland el herrero en la parte izquierda, mientras que en la parte derecha se nos presenta la Adoración de los Reyes Magos.
En la escena germánica se aprecia la fragua del herrero en el extremo izquierdo de la composición, bajo la fragua yace el cuerpo sin cabeza del hijo de Niðuðr (rey que le tiene como esclavo), asesinado por Wayland el cual está haciendo una copa con su cráneo, sostenida por unas tenazas. Mientras tanto Wayland le ofrece la copa a Beaduhild (hija de Niðuðr). En el centro de la composición aparece una figura femenina cuya identidad se desconoce, pero podría tratarse de un ayudante del herero o de la misma Beaduhild. Para finalizar la escena, aparece Wayland cazando aves para utilizar sus plumas con el fin de crear unas alas y poder escapar de la esclavitud a la que el rey Niðuðr le ha sometido.
La escena contrasta con la que se encuentra en el lado derecho del panel, la escena cristiana de la Adoración de los Reyes Magos. En este caso los Reyes Magos están claramente identificados por una inscripción que los acompaña, la cual está escrita en runas y se puede traducir como magi. Los tres personajes en actitud sumisa aparecen bajo la Estrella de Oriente, portando los regalos para el Niño. Entre ambas figuras hay una fcon forma de ave, en representación del Espíritu Santo.
La contraposición de estas dos escenas de forma tan clara, en una única placa, podrían haberse realizado con el fin de mostrar las bondades del cristianismo, frente al paganismo, con el fin de facilitar la conversión de estos últimos. Sin embargo, otra teoría afirma que ambas escenas constituyen la contraposición ente la vida y la muerte, sustituyendo el tema cristiano de la Adoración por personajes de la mitología nórdica.
Alrededor de la escena, a modo de marco, aparecen inscripciones en runas que no mantienen ninguna relación con ninguna de las escenas, pero que aluden al material de la pieza directamente, pues “Hueso de ballena” aparece inscrito.

### Panel izquierdo

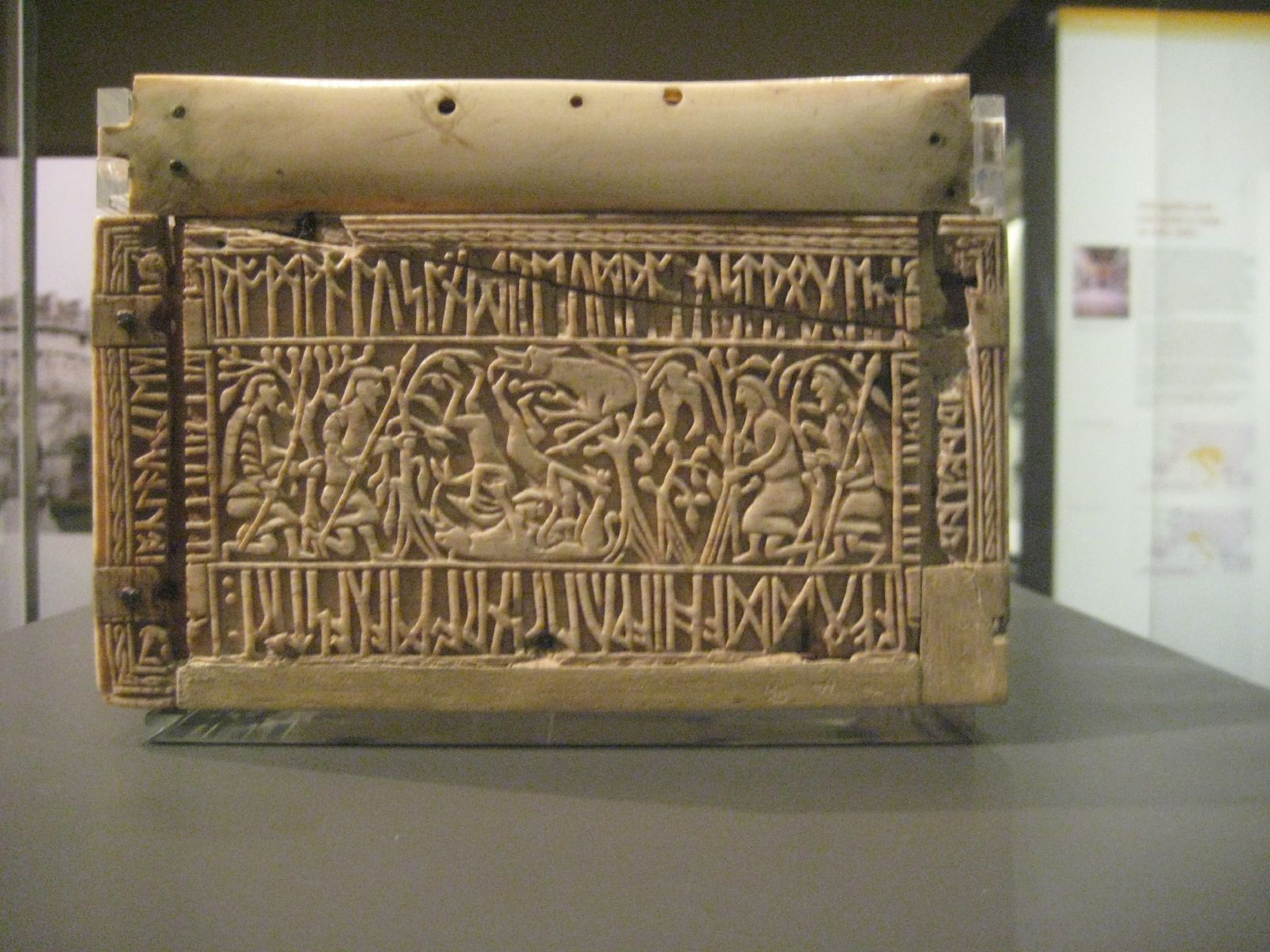
Vista del panel izquierdo

Este panel presenta una loba yacente amamantando a dos figuras humanas, una alusión al mito fundacional de la ciudad de Roma. La escena va repleta de elementos vegetales. Además, otro lobo en la parte superior del centro, parece ser el objetivo de una cacería por dos parejas de hombres a cada lado del cofre, armados con lanzas y apoyando una rodilla en el suelo. La escena, al igual que la anterior, está enmarcada por runas, aunque en este caso su posible traducción sirve para situar de forma aún más clara la escena. La posible traducción diría: Rómulo y Remo, dos hermanos, alimentados por una loba en Roma, lejos de su tierra natal.
Sin embargo, al no presentar a los hermanos como bebés sino como figuras adultas junto a la presencia de abundante vegetación, ha hecho que algunas teorías alterativas, no relacionan directamente la escena con los fundadores de Roma, sino con los guerreros germanos de la Arboleda Sagrada, presentando en esta versión al lobo Fenrir, el cual mató a Woden (Odín).

### Panel trasero

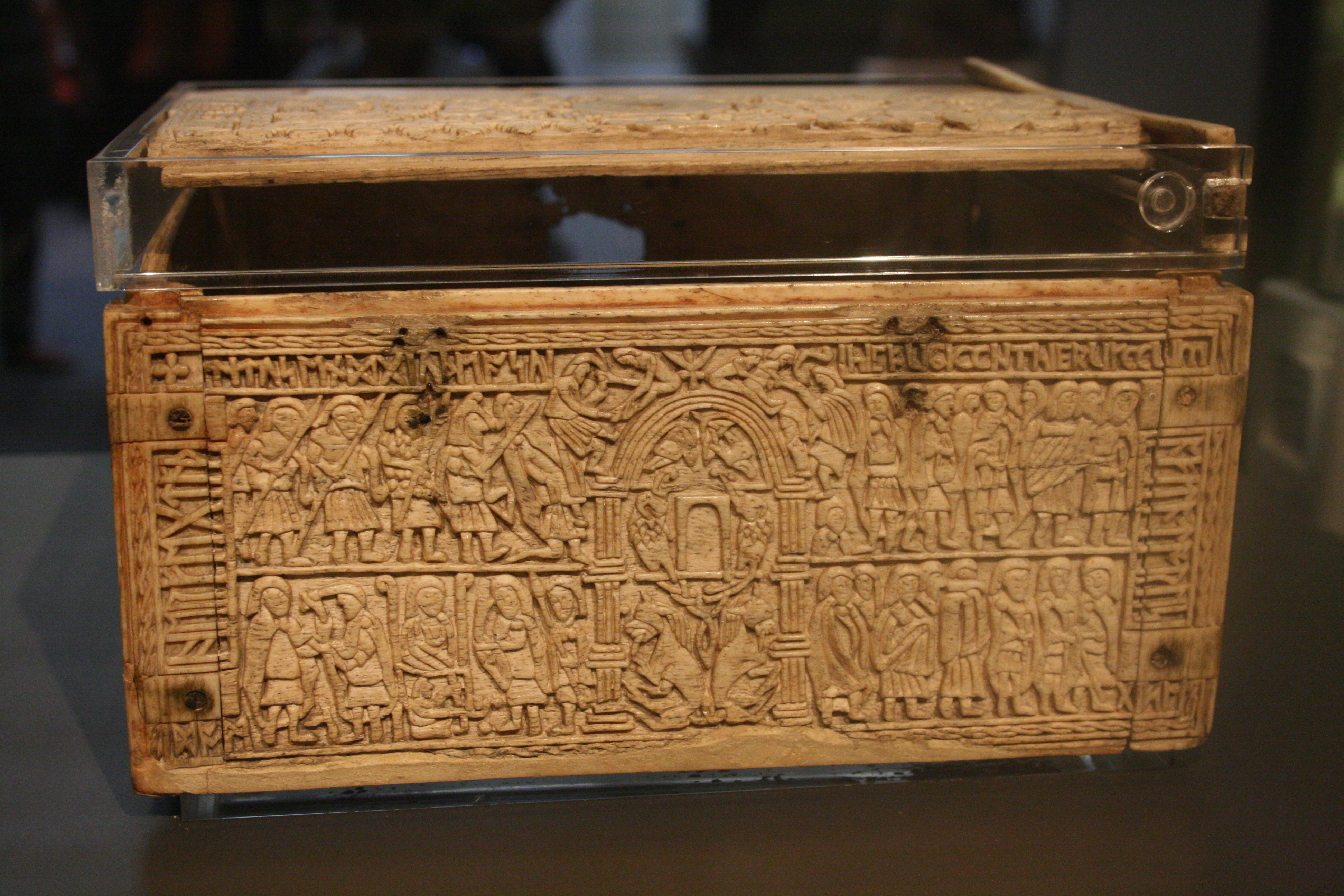
Panel trasero del cofre

En esta ocasión se eligió presentar la Toma de Jerusalén por el emperador Tito, en el año 70 d. C. tras la primera guerra judeo-romana. En el centro de la escena destacan elementos arquitectónicos representantes del Templo de Jerusalén, a ambos lados en dos registros, aparecen multitud de personajes en isocefalia y en diferentes posturas, representando diferentes acciones descritas por las inscripciones.
Curiosamente en este panel se mezclan las inscripciones en inglés antiguo escrito con runas con inscripciones en latín escrito en alfabeto romano, aunque ligeramente errado.
En la esquina superior izquierda se aprecian personajes portando lanzas, y el texto se puede traducir como: Aquí Tito y los judíos luchan. En la esquina superior derecha los personajes caminan mirando hacia atrás, y las inscripciones describen la escena como: Aquí los habitantes huyen de Jerusalén. En la esquina inferior izquierda los personajes son parte de un juicio, y en la inscripción se lee: juicio. En la esquina inferior derecha, se muestra a los judíos convertidos en esclavos tras el juicio, la inscripción lo refleja mediante la palabra “rehenes”.

### Panel derecho

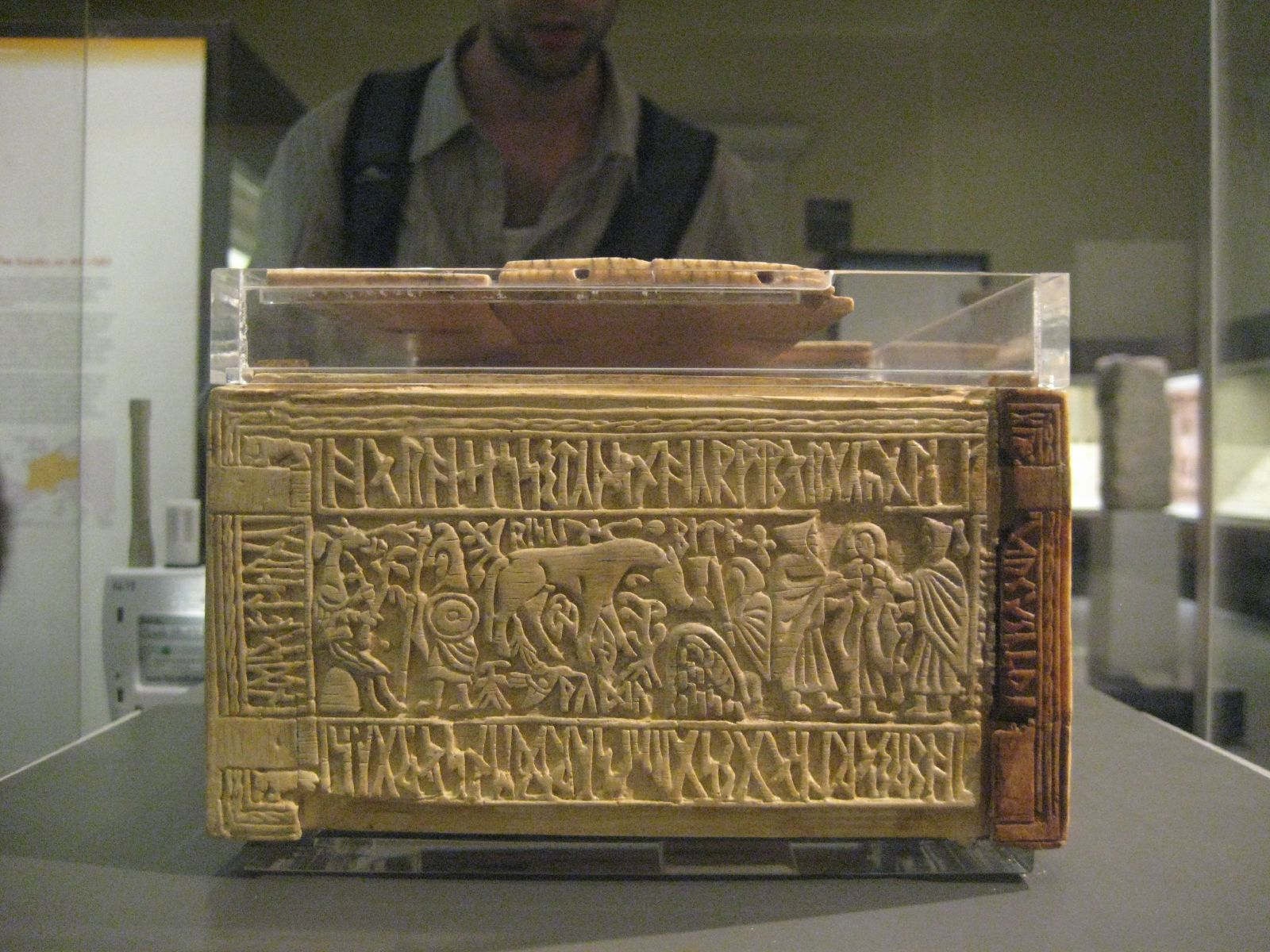
Réplica del panel derecho conservada junto al resto del cofre en el British Museum

Esta cara, cuyo original no se conserva con en el resto del cofre, sino que se encuentra en el Museo Bargello, presenta en su lado izquierdo un ser con cuerpo de persona y cabeza de animal sentado sobre un montículo, a la derecha un guerrero con casco lanza y escudo se opone a él. En la parte central una figura animal cuadrúpeda con pezuñas y con un ave volando bajo ella, se enfrenta a un personaje que arma un palo o una espada, este está situado tras un elemento curvo con paja en su interior, por lo que se puede interpretar como un lecho de paja. A la derecha una escena formada por 3 figuras humanas, la figura del centro está siendo agarrada por las figuras laterales, todas ellas vestidas con túnicas y la con la capucha puesta.
La escena, al igual que el resto, va enmarcada en inscripciones, sin embargo, en este caso la traducción es mucho más compleja, debido a la mala conservación de las runas y a la falta de espaciadores entre palabras.  Esto ha hecho que el significado de la escena sea más enigmático que la del resto. Alfred Becker afirma que esta escena es el resultado final del programa del resto del cofre, sugiriendo que puede tratarse de una saga antigua perdida, que alude a la muerte del héroe.

### Tapa

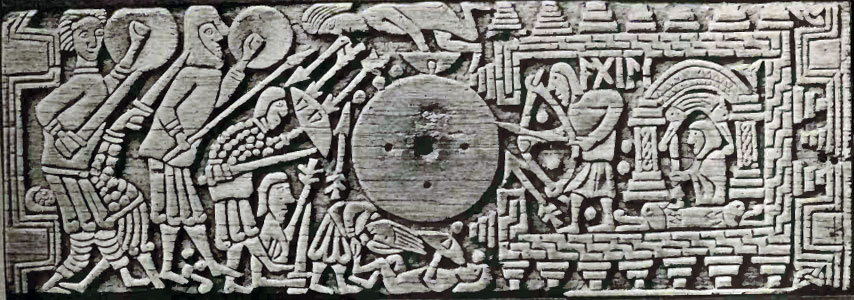
Tapa del cofre

La parte central de la tapa del cofre se encuentra incompleta, presentando un círculo carente de contenido y con un orificio central rodeado por otros 4 de menor tamaño, lo que indica que probablemente albergara el lugar donde se colocó un asa u otro objeto metálico engarzado hoy perdido.
En esta última escena se observan dos grupos claramente diferenciados a cada lado del cofre. A la derecha un grupo conformado por múltiples soldados se protege de las flechas que el personaje de la izquierda lanza. Este último junto a una figura femenina, forman un segundo grupo, rodeado por motivos geométricos que representan una construcción que el arquero defiende.
En esta ocasión carece de inscripciones descriptivas tan largas como las anteriores, aunque puede que en origen si las tuviera. Esta carencia hace que se desconozca con exactitud a que se refiere la escena. Una de las múltiples versiones afirma que se trata de un episodio perdido de la saga del arquero Agilaz (Ægil), que esta defendiendo su cabaña de unos asaltantes. Esta teoría cobra fuerza al relacionar al Arquero con Wayland, pues según la mitología son hermanos y por tanto podría estar narrando una historia que desconocemos.